# Bruno de Carvalho
Bruno Miguel Azevedo Gaspar de Carvalho (Lourenço Marques, Moçambique, 8 de fevereiro de 1972) é um [carece de fontes?] dirigente desportivo, comentador desportivo e DJ português, conhecido por ter sido presidente do Sporting Clube de Portugal entre março de 2013 e junho de 2018, quando foi destituído por uma votação realizada em Assembleia Geral do clube.

## Educação e experiência profissional
Bruno de Carvalho é licenciado em gestão pelo ISG e mestre em Gestão do Desporto de Organizações Desportivas pela Faculdade de Motricidade Humana e pelo ISEG. Também é possuidor dos cursos de treinador da AF Lisboa (nível I) e da UEFA (nível II).
A nível profissional esteve ligado entre 1992 e 2013 nas seguintes empresas: Reviloc (Director Comercial - 1992 a 1994); Bruno de Carvalho, Lda I e II (Sócio-gerente - 1993 a 2013); Polibuild (Sócio-gerente - 2001 a 2005); Fundação Aragão Pinto (Sócio-gerente - 2008 a 2013).

## Distinções
- Prémio Personalidade do Ano Desporto - XII Gala dos Prémios Mais Alentejo (2013) [8][9]
- Prémios Stromp - Categoria Dirigente do Ano (2013) [10]

## Presidência do Sporting Clube de Portugal
A nível desportivo foi vice-presidente da secção de Hóquei em Patins do Sporting, vice-presidente da Associação de Patinagem do Sporting, fundador e presidente da Fundação de Solidariedade Social Aragão Pinto, fundador do website Centenário Sporting, membro ativo dos Leões de Portugal e treinador de crianças em escolas de futebol. Fez parte da Juventude Leonina entre 1985 e 1990, fazendo também parte da claque da Torcida Verde nos anos seguintes.
Em 2011 foi candidato à presidência do clube mas perdeu para Godinho Lopes. Em 2013 foi novamente candidato, ganhando as eleições e tornando-se no 42.º presidente do Sporting.
A 4 de março de 2017 foi reeleito com 86,13% dos votos. O outro candidato, Pedro Madeira Rodrigues, teve 9,49%, numas eleições com um recorde de 18.755 votantes.
A 23 de junho de 2018 foi destituido numa Assembleia Geral do Sporting, meses depois do ataque à Academia de Alcochete, que tinha sido invadida por cerca de 40 adeptos, que agrediram jogadores e membros da equipa técnica. Votaram 14 735 sócios, dos quais 71% votou a favor da destituição e 29% a favor da continuidade.
A 6 de julho de 2019, foi expulso de sócio após votação em Assembleia Geral do Sporting. Votaram 5 190 sócios, sendo que 61% votou a favor da expulsão.
A 29 de fevereiro de 2020, Bruno de Carvalho disse que pretende voltar a ser o presidente do Sporting Clube de Portugal.

### Polémicas

#### Acusação a Vítor Pereira
Em janeiro de 2016 e após o jogo Sporting/Tondela, Bruno de Carvalho afirmou, referindo-se a Vítor Pereira, presidente do Conselho de Arbitragem: “os jogos não se jogam nas quatro linhas; gosto pouco de estar a brincar ao futebol. O Senhor Vítor Pereira já ultrapassou todos os limites do ridículo!”. No mesmo dia, no Facebook, escreveu: “inacreditável! A pressão dos árbitros já mete nojo! Querem provocar o pânicos nos árbitros que dirigem o Sporting CP e ainda passar a mensagem de que os jogadores do Sporting têm de estar sempre punidos (na lista estão já Slimani e João Mário). Vítor Pereira já não perdeu só o bom-senso a nomear, mas toda a noção do ridículo”.
A 23 do mesmo mês, em artigo no jornal A Bola classificou o líder da arbitragem como estando em “total desnorte”, dizendo que “o futebol se joga fora das quatro linhas”. A FPF considerou insultuosa a linguagem usada contra o órgão e contra Vítor Pereira, condenado-o, a 113 e a uma multa de 2.869 euros. Bruno de Carvalho recorreu, então, para o Tribunal Arbitral de Desporto, o qual, em 2017, revogou o castigo – numa decisão com o voto contra do advogado e juiz, Nuno Albuquerque, de Braga – considerando que as declarações, “ainda que contundentes e ásperas” estavam “no limite” da chamada “linguagem do futebol” não sendo difamatórias.
A FPF recorreu, então para o TCAS – Tribunal Central Administrativo do Sul, o qual confirmou a decisão do TAD dizendo que Vítor Pereira, sendo “um conceituado árbitro e figura pública, por certo deterá a necessária robustez psicológica para não se sentir melindrado”
O TCAS concluiu que as declarações dos dois ex-dirigentes sportinguistas não “atingiram o núcleo essencial das qualidades morais necessárias à sua autoestima e a não se sentir desprezado pelos outros”.
Face a esta segunda sentença, a FPF foi até à última instância, o Supremo, que veio dar-lhe razão, ao considerar que, e em resumo, “a denominada “linguagem desportiva” não permite que se profiram insultos e se façam difamações dirigidas aos árbitros e muito menos a quem os nomeia”. O Supremo Tribunal Administrativo confirmou as penas de suspensão e as multas aplicadas pela Federação Portuguesa de Futebol a Bruno de Carvalho.
Bruno de Carvalho tinha a agravante de já ter sido condenado, em 2015, pela prática de infração disciplinar de “lesão da honra e da reputação”.

#### Acusado pelo presidente do Arouca
Em 2016 foi acusado pelo presidente do Arouca de lhe ter cuspido no túnel de acesso aos balneários do estádio de Alvalade. As imagens dos túneis são inconclusivas.
Numa assembleia geral, a 17 de fevereiro de 2018, apelou aos sócios que encetassem um boicote à comunicação social, a qual considerava manipuladora dos factos, bem como aos comentadores afetos ao Sporting que  abandonassem de imediato os programas desportivos em que se inseriam. Apelo que levou a alguma discordância no universo leonino.

#### Boicote à comunicação social
Em março de 2018, chamou a António Salvador, presidente do Sporting Clube de Braga "labrego, trolha e aldrabão", afirmando que Salvador adora "ser o Presidente do Benfica B". Em novembro de 2018, o Conselho de Disciplina da Federação Portuguesa de Futebol suspendeu Bruno de Carvalho, por 30 dias, além de lhe aplicar uma multa de 3.830 euros.

### Títulos
Dados estabelecidos segundo o website oficial do Sporting.

#### Andebol
1 Taça Challenge (2016/17); 2 Campeonatos Nacionais (2016/17, 2017/18); 2 Taças de Portugal (2012/13, 2013/14); 1 Supertaça (2013/14)

#### Atletismo Feminino
1 Taça dos Clubes Campeões Europeus de Pista (2017); 5 Campeonatos Nacionais de Pista (2013, 2014, 2015, 2016, 2017); 5 Campeonatos Nacionais de Pista Coberta (2013, 2014, 2015, 2016, 2017); 2 Campeonatos Nacionais de Corta-Mato (2014, 2017); 5 Campeonatos Nacionais de Crosse Curto (2013, 2014, 2015, 2016, 2017)

#### Atletismo Masculino
1 Campeonato Nacional de Pista Coberta (2017); 2 Campeonatos Nacionais de Corta-Mato (2016, 2017)

#### Basquetebol Feminino
1 Campeonato Nacional da I Divisão - II Escalão (2014/15)

#### Futebol
1 Taça de Portugal (2014/15); 1 Taça da Liga (2017/18); 1 Supertaça (2015) 

#### Futebol Feminino
1 Campeonato Nacional (2016/17); 1 Taça de Portugal (2016/17)

#### Futsal
5 Campeonatos Nacionais (2012/13, 2013/14, 2015/16, 2016/17, 2017/18); 2 Taças de Portugal (2012/13, 2015/16); 2 Taças da Liga (2015/16, 2016/17); 2 Supertaças (2013/14, 2014/15); 3 Taças de Honra da AF Lisboa (2013/14, 2015/16, 2016/17)

#### Hóquei em Patins
1 Campeonato Nacional (2017/18); 1 Taça CERS (2014/15); 1 Supertaça (2015)

#### Natação
5 Campeonatos Nacionais (2012/13, 2013/14, 2014/15, 2015/16, 2016/17)

#### Rugby
1 Campeonato Nacional - II Divisão (2012/13)

#### Ténis de Mesa
2 Campeonatos Nacionais (2015/16, 2016/17); 2 Taças de Portugal (2015/16, 2016/17); 2 Supertaças (2015, 2016)

#### Voleibol
1 Campeonato Nacional (2017/18)

## Acusações do Ministério Público
Em 15 de maio de 2018 a equipa de futebol do Sporting foi atacada na Academia Sporting, em Alcochete, por um grupo de cerca de 40 adeptos encapuzados, que agrediram alguns jogadores e membros da equipa técnica. A GNR deteve no próprio dia 23 pessoas e efetuou, posteriormente, mais detenções, que elevaram para 40 o número de arguidos, dos quais 38 ficaram em prisão preventiva. O ataque motivou o pedido de rescisão unilateral de contrato de nove futebolistas, alegando justa causa, alguns dos quais recuaram na decisão, e lançou o clube lisboeta em uma das maiores crises institucionais da sua história.
Após ter sido destituido pelos sócios do clube a 23 de junho de 2018, foi detido em 11 de novembro de 2018, indiciado por 56 crimes, um deles de terrorismo, na sequência do ataque a Alcochete a 15 de maio de 2018. Dois crimes de dano com violência, 20 crimes de sequestro, um crime de terrorismo, 12 crimes de ofensa à integridade física qualificada, um crime de detenção de arma proibida e 20 crimes de ameaça agravada.
Bruno de Carvalho, foi acusado pelo Ministério Público de ser autor moral de crimes classificados como terrorismo e outros 98 ilícitos criminais, no âmbito da investigação sobre o ataque à Academia de Alcochete.
Bruno de Carvalho estava acusado de 40 crimes de ameaça agravada, 19 de ofensa à integridade física qualificada, 38 de sequestro, um de detenção de arma proibida e crimes que são classificados como terrorismo, não quantificados.
Em 28 de maio de 2020 Bruno de Carvalho foi absolvido da autoria moral da invasão à Academia de Alcochete. A juíza Sílvia Pires disse na leitura da sentença que não foram provados os factos apontados ao arguido, ao contrário do que sucede com as acusações imputadas aos restantes 41 arguidos do processo.

## Família
Bruno de Carvalho é neto paterno do fotógrafo Miguel Esteves Gaspar de Carvalho, sobrinho-neto de Francisco Esteves Gaspar de Carvalho e Adelino Esteves Gaspar de Carvalho, primo-sobrinho de Joaquim António de Carvalho da Mota Veiga, primo em terceiro grau de Vítor Louçã Rabaça Gaspar, neto materno do escritor Eduardo de Azevedo, este irmão de José Pinheiro de Azevedo (o Almirante sem medo), do qual imitou o epíteto, apresentando-se como "Presidente sem Medo", aliás parte do livro escrito sobre si por Bruno Roseiro: Bruno de Carvalho, o Presidente sem Medo.
Carvalho tem três filhas. Ana Catarina, nascida em 2003 de uma relação com Irina Yankovich, cidadã bielorrussa que trabalhou em bares noturnos e com quem teve uma relação durante 5 anos . A mãe perdeu a custódia da filha para Bruno, mantendo uma relação à distância com a filha.
Em 2015 nasceu Diana do casamento com Cláudia Gomes. Leonor nasceu em 2018 do casamento com Joana Ornelas.
Foi casado com Joana Ornelas, que trabalhava no clube leonino, após o que foi promovida, desde 1 de julho de 2017 até dezembro de 2018.
Casou-se no dia 2 de setembro de 2022 com a cantora Liliana Almeida, com quem conheceu no Big Brother Famosos. Terminaram o casamento em 2024.